# Guangdong Telecom Plaza

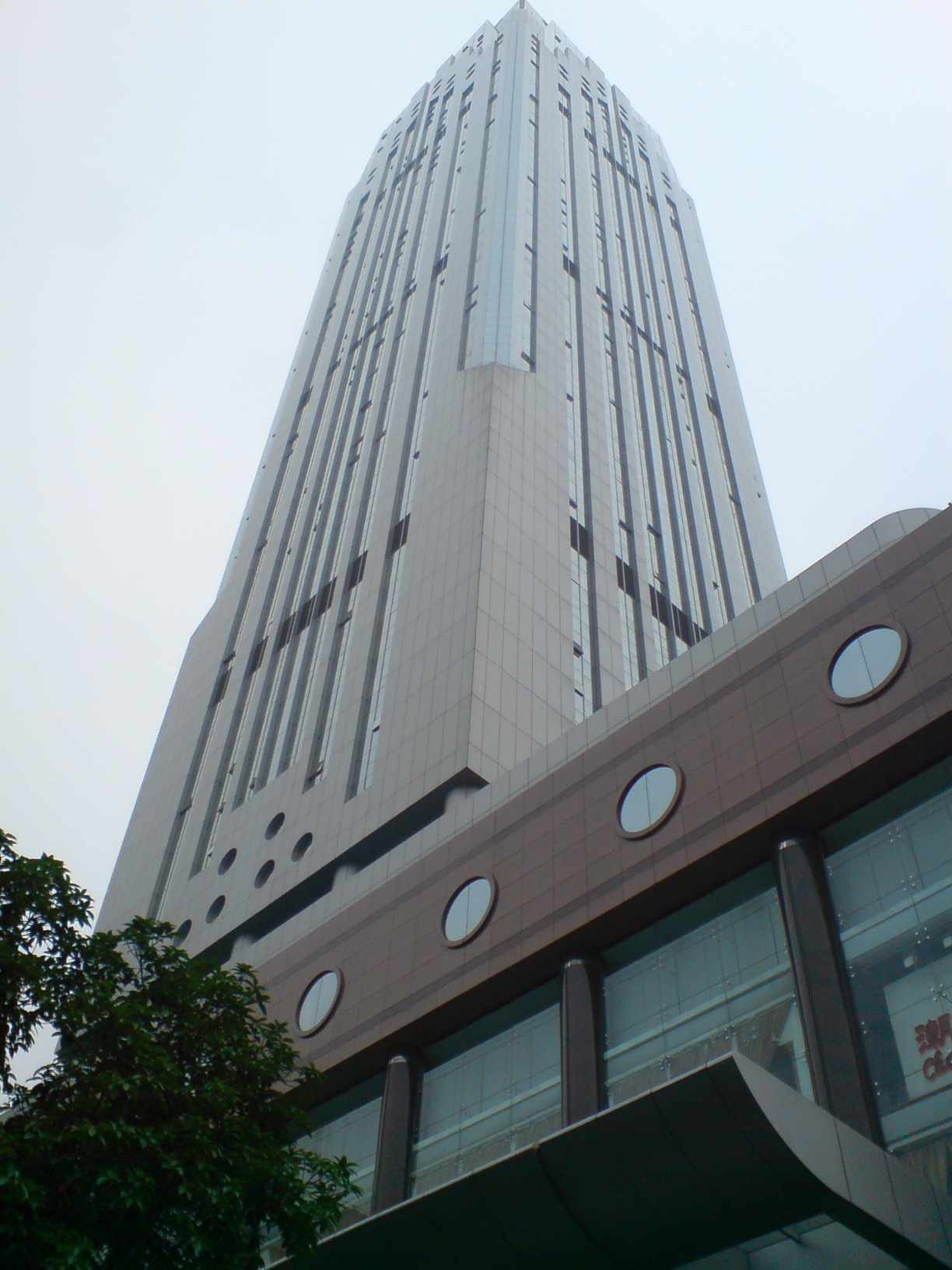
Vista del edificio

Guangdong Telecom Plaza (también conocido como Post & Telecommunication Hub) es un rascacielos de 260 metros (853 pies) de altura situado en Cantón (en:Guangzhou), China. El edificio de 66 plantas fue completado en 2003. Consta de 6 sótanos además de 66 plantas de oficinas sobre el terreno.